# بس ون د گور
سباستین ژاک هِنری وَن دِ گور در تلفظ دیگر بس فَن دِ گور (به انگلیسی: Sebastiaan Jacques Henri van de Goor) با نام مستعار باس (زاده ۴ سپتامبر ۱۹۷۱ در برابانت شمالی) بازیکن سابق تیم ملی والیبال هلند است. سباستین از بازیکن‌های دوران طلایی والیبال هلند به شمار می رود. او به همراه تیم ملی هلند به مدال طلا المپیک ۱۹۹۶ رسید. دگور در المپیک سال‌های ۱۹۹۶ و ۲۰۰۰ به عنوان با ارزش‌ترین بازیکن این رقابت‌ها انتخاب شد، هانری ون د گور در این بخش با به دست آوردن دو عنوان باارزش‌ترین بازیکن در المپیک رکوردار است. ون دگور در سال‌های اخیر دچار دیابت شد و بنیادی را به نام بس ون دگور برای درمان مبتلایان به دیابت احداث نمود.